# Felix Ahrens
Felix Benjamin Ahrens (Danzica, 23 ottobre 1863 – Berlino, 14 novembre 1910) è stato un chimico tedesco.
Fu professore di Tecnologia Agraria e Chimica all'Università di Breslavia e direttore dell'Istituto di tecnologia agraria presso lo stesso ateneo.

## Attività scientifica
Fu il creatore di una collezione di monografie nell'ambito della chimica e delle tecnologia chimiche, di cui fu editore per 15 anni.
Studiò e migliorò il metodo di conservazione degli alimenti Appert (noto come "appertizzazione"). Si dedicò inoltre alla tecnologia al bisolfito per la produzione della cellulosa, allo studio del catrame, degli alcaloidi e dell'acetilene.
Contribuì inoltre alla stesura del Ladenburg's Dictionary of Chemistry.

## Scritti
(in lingua tedesca)
- Untersuchungen über Octylbenzol, Yale University Library, 1886. URL consultato il 5 ottobre 2022 (archiviato dall'url originale l'11 dicembre 2012).
- Zur kenntnis des sparteïns (abstract), (1889). URL consultato l'8 ottobre 2022 (archiviato dall'url originale il 15 dicembre 2012).
- https://catalyst.library.jhu.edu/catalog/bib_885223[collegamento interrotto] (1896)
- Galvanoplastik und Galvanostegie: Elektrochemie (1898)
- https://catalyst.library.jhu.edu/catalog/bib_885221[collegamento interrotto] (1898)
- https://catalyst.library.jhu.edu/catalog/bib_885220[collegamento interrotto] (1899)
- Das Buch der Erfindungen, Gewerbe und Industrien (1901)
- Anleitung zur chemisch-technischen Analyse: ein Lehr-und Nachschlagebuch für Studierende, Chemiker, Hüttenleute, Techniker u.s.w (1901)
- https://catalyst.library.jhu.edu/catalog/bib_885952[collegamento interrotto] (1902)
- Handbuch der Elektrochemie (1903)
- Lehrbuch der chemischen Technologie der landwirtschaftlichen Gewerbe : die Grundzüge der Fabrikation von Zücker, Stärke, Alkohol, Bier und Essig ..., su Colorado State University - Library, 1905. URL consultato l'8 ottobre 2022 (archiviato dall'url originale il 10 dicembre 2012).
- Lebensfragen; die Vorgänge des Stoffwechsels, su Yale University - Library, (1907). URL consultato l'8 ottobre 2022 (archiviato dall'url originale il 15 dicembre 2012).